# Mihrimah
Sultana Mihrimah (turcă otomană مهر ماه سلطان, pronunțare în turcă: /mihɾiˈmah suɫˈtan/; n. 21 martie 1522, Palatul Topkapî, Imperiul Otoman – d. 25 ianuarie 1578, Constantinopol, Imperiul Otoman) a fost o prințesă otomană, unica fiică a sultanului otoman Süleyman I - Magnificul și a soției sale legale, Hürrem Sultan. A fost cea mai puternică prințesă imperială din istoria otomană și una dintre figurile proeminente din timpul Sultanatului Femeilor. A fost căsătorită cu Rüstem Pașa. Au avut doi copii.

## Nume
Numele lui Mihrimah Sultan înseamnă "soare și lună" (sau „Lumina Lunii”) în persană, asta datorită zilei sale de naștere care corespunde echinocțiului de primăvară, 21 martie. Pentru occidentali, ea era cunoscută sub numele de Cameria, care este o variantă a „Qamariah”, o versiune arabă a numelui ei care înseamnă „lună”. 
Alte prințese imperiale otomane care au avut numele „Mihrimah”, de asemenea, rude apropiate a lui Mihrimah Sultan au fost:
Nepoata lui Mihrimah, fiica prințului Bayezid(fiul lui Suleiman Magnificul; fratele mai mic al lui Mihrimah)
Nepoata lui Mihrimah, fiica lui Murad al III-lea (fiul lui Selim II; nepotul lui Mihrimah)

### Biografie
Mihrimah s-a născut la Constantinopol (Istanbul) în 1522 în timpul domniei tatălui ei, Suleiman Magnificul. Mama ei era Hürrem Sultan, fiica unui preot ortodox, care era concubina actuală a sultanului la acea vreme. În 1533 sau 1534, mama ei, Hürrem, a fost eliberată și a devenit soția legală a lui Suleiman.

### Afaceri politice
Mihrimah a călătorit pe tot teritoriul Imperiului Otoman împreună cu tatăl ei, în timp ce supraveghea țările și cucerea altele noi. În politica internațională, Hürrem Sultan a trimis scrisori către Sigismund al II-lea, regele Poloniei și Marele Duce al Lituaniei, iar conținutul scrisorilor sale a fost oglindit în scrisori scrise de Mihrimah și trimise de același curier, care a transportat și scrisori de la sultan și soțul ei, Rüstem Pașa, Marele Vizir. Prin urmare, este foarte probabil ca Hürrem și Mihrimah să fie bine cunoscute chiar și printre rutenii obișnuiți.
Deși nu există nici o dovadă a implicării directe a lui Hürrem sau Mihrimah în căderea fratelui ei vitreg prințul Mustafa, surse otomane și unele străine indică faptul că s-a crezut pe larg că Hürrem, Rüstem Pașa și Mihrimah au lucrat mai întâi pentru a-l elimina Mustafa, astfel încât să asigure tronul fiului lui Hürrem, și fratele lui Mihrimah, . Rivalitatea s-a încheiat într-o pierdere pentru Mustafa când a fost executat la comanda tatălui său în 1553 în timpul campaniei împotriva dinastiei Safavide din Persia, datorită fricii de revoltă. Deși aceste povești nu s-au bazat pe surse de primă mână, această teamă față de Mustafa nu a fost lipsită de motive. Dacă Mustafa ar fi urcat pe tron, toți frații lui Mihrimah (Selim, Bayezid și Cihangir) ar fi fost probabil executați, conform obiceiului fratricid al dinastiei otomane, ceea ce impunea ca toți frații noului sultan să fie executați pentru a evita feudele dintre frații imperiali.
După ce toate celelalte rude și tovarăși ale lui Suleiman au murit sau au fost exilați unul câte unul: Prințul Mustafa(executat în octombrie 1553), Mahidevran Gülbahar Hatun(și-a pierdut statutul în palat după moartea lui Mustafa și a plecat la Bursa), Prințul Cihangir (a murit în noiembrie 1553), Rüstem (a murit în iulie 1561), Bayezid (executat în septembrie 1561) și Gülfem (a murit în 1561 sau 1562). Dar mai ales după moartea mamei sale, Haseki Hürrem Sultan, în aprilie 1558, Mihrimah a luat locul acesteia ca Valide Sultan (Sultana-mamă) cât și consilier al tatălui său, îndemnându-l să întreprindă cucerirea Maltei, trimițându-i vești și scrisori pentru marele și bătrânul Sultan atunci când acesta lipsea din capitală.

### Puterea economică
Pe lângă marea sa inteligență politică, Mihrimah a avut acces și la resurse economice considerabile, finanțând deseori proiecte majore de arhitectură. Ea a promis că va construi 400 de galerii pe cheltuiala proprie pentru a-l încuraja pe Suleiman în campania sa împotriva Maltei. După moartea tatălui ei în 1566, a continuat să fie și confesoarea fratelui ei, Sultanul Selim al II-lea, care i-a luat locul pe tron, devenind astfel prima soră a unui sultan care a ocupat locul de Valide Sultan, loc ce ar fi trebuit să fie ocupat de către mama sa. Mihrimah a fost cea mai bogată femeie a secolului său, aceasta împrumuta adesea trezoreria și făcea acte de milostenie.
Când fratele ei a urcat pe tron, i-a împrumutat vreo 50.000 de suverani de aur pentru a-l ajuta la nevoile imediate.
Mihrimah a sponsorizat, de asemenea, o serie de proiecte arhitecturale majore. Cele mai cunoscute fundații ale sale sunt cele două complexe de moschee din zona Istanbulului care îi poartă numele, ambele proiectate de arhitectul șef al tatălui ei, Mimar Sinan: Moscheea Mihrimah Sultan (turcă: Mihrimah Sultan Camii), cunoscută și sub numele de Moscheea İskele (turcă: Iskele Camii), care este unul dintre cele mai proeminente repere ale regiunii Üsküdar și a fost construită între 1546 și 1548. A doua moschee este denumită și Moscheea Sultanei Mihrimah la Poarta Edirne, aflată la zidul vestic al vechiului oraș Istanbul, fiind unul dintre cele mai imaginative proiecte ale lui Sinan, folosind noi sisteme de sprijin și spații laterale pentru a crește zona disponibilă pentru ferestre. Clădirea fiind construită între 1562 și 1565.
O poveste legendară de dragoste spune că arhitectul Sinan s-a îndrăgostit fulgerător de ea. A fost o dragoste la prima vedere. El a văzut-o în timp ce își însoțea tatăl în campania din Moldova. Ca s-o impresioneze, Sinan a construit un pod peste Râul Prut în doar 13 zile. A cerut mâna ei pentru căsătorie, însă Suleiman l-a refuzat. În cinstea acesteia, Sinan a construit moscheea Mihrimah Sultan din Üsküdar ca să semene cu silueta unei femei cu fusta atingând pământul. De asemenea, candelabrul din Moscheea din Edirnekapı și gravurile de pe minaret au fost proiectate să semene cu o femeie al cărei păr ajunge la călcâie. Ambele moschei au fost construite pe baza unor calcule precise ale răsăritului și apusului. La 21 martie, când s-a născut Mihrimah, în timp ce soarele apune purpuriu în spatele singurului minaret al moscheii din Edirnekapı, luna apare în același timp între cele două minarete ale moscheii din Üsküdar: Mihr ü Mah, adică soare și lună. Se spune că aceste capodopere construite pentru Mihrimah Sultan sunt reflectarea marii iubiri a arhitectului pentru ea. Însă  sunt dovezi istorice privitoare la această poveste. 

### Ultima parte din viață și moartea
După moartea lui Selim în 1574, viața Sultanei Mihrimah este incertă. Unii spun că și-a pierdut din putere și s-a retras la Palatul Vechi. Dar cu toate acestea, cel mai probabil este faptul că Mihrimah și-a păstrat poziția la Palatul Topkapı și a continuat să-și exercite puterea alături de Nurbanu, noua Valide Sultan, până la moartea proprie, fiind singura prințesă imperială clasată cu Nurbanu Sultan (mama Sultanului Murad) și mai sus, Safiye Sultan (soția lui Murad) în curtea regală.
Mihrimah Sultan a murit în Istanbul, la 25 ianuarie 1578 în timpul domniei nepotului ei Murad al III-lea, la vârsta de 55 de ani.
A fost înmormântată lângă tatăl ei, Suleiman Magnificul și mama sa, Hürrem Sultan în interiorul Moscheii Süleymaniye, de reținut fiind faptul că este singurul dintre copiii lui Suleiman care a fost înmormântat în mormântul său, ca un omagiu adus statutului special al acestei iubite fiice unice a celui mai mare Sultan al Imperiului Otoman.